# Офейш, Абдула Афтимиос
Абдула́ Афти́миос Офе́йш (англ. Abdullah Aftimios Ofiesh, в монашестве Евфи́мий; 22 октября 1880, Бикфайя, Ливан — 24 июля 1966, Кингстон, штат Нью-Йорк) — основатель и глава неканонической «Американской православной кафолической церкви», бывший епископ Северо-Американской митрополии, архиепископ Бруклинский, викарий Митрополита Северо-Американского.

## Биография

### В Ливане
Родился 22 октября 1880 года в городе Бикфая (аль-Мухайдата) в Ливане, бывшей тогда частью Османской империи, и был шестым из десяти детей Гавриила и Бадры Офейш.
В то время как остальные дети семьи Офейш ходили в местную деревенскую школу, молодой Абдулла был привлечён к изучению византийской музыки в Монастыре святого Илии в Шурвайи. Настоятель предложил ученикам стать послушниками монастыря, на что Абдала Офейш согласился, однако отец Абдаллы был не согласен с решением и забрал его домой после ссоры с настоятелем по поводу уместности для такого молодого человека принимать решение на всю оставшуюся жизнь. Однако даже лекция о тяготах монашеской жизни, «прочитанная» его старшим братом Дмитрием, юристом по профессии, не поколебала решимость молодого Абдуллы. Тогда семья решила, что он должен сначала отучиться в лучшей духовной семинарии в Сирии и Ливане.
Ближневосточная православная духовная семинария, основанная и руководимая епископ Ливанским и Бейрутским Дамаскином Габриилом (Шатиллой), гордилась именитыми и образованными преподавателами, а также «широкой либеральной программой». В семинарии Абдулла Офейш создал студенческую организацию «Молодые сирийцы», которая, как он надеялся, «будет стимулировать к устойчивой прогрессивной и продуктивной деятельности». Был организован выпуск периодического издания «Весы правосудия». Данное совместное предприятие призвано было обеспечить «свободное выражение мыслей» и начало деятельности, создаваемой, контролируемой и направляемой студентами самостоятельно.
«Принципы, задачи и устав были изложены и представлены на утверждение руководства отцу Мусе Каттини, директору учебного заведения, но он не только отказал утвердить, но приказал о расформировать организацию, запретив любую связанную с этим деятельность. Горько обижаясь на тиранические ограничения, студенты решили проигнорировать несправедливые для них постановления, хотя были практически уверены, что такой курс приведет к карательной операции». После того, как студенты отказались свернуть свою деятельность, руководство, наконец, позволило им сформировать студенческую ассоциацию с более умеренными целями.
Окончив духовную семинарию в Бейруте в 1898 году, отказался от возможности продолжить свое образование в Киевской духовной академии, предпочтя занять должность помощника епископа Бейрутского Гавриила (Шатилы), принял монашество с именем Евфимий в честь Евфимия Великого и был рукоположён в сан иеродиакона, а в 1899 году в сан архидиакона. Принимал активное участие в благотворительных и учебных проектах епрхии, вёл работу с мелькитскими католиками и внёс неоценимых вклад в примирение мусульман и христиан в Бейруте.
В 1900 был переведён в Сирию, под омофор епископа Григория (Хаддада) и в 1902 году был возведён в сан иеромонаха. При содействии епископа Григория работал над реформами в Антиохийском патриархате, но не получил поддержки патриарха Мелетия II (Думани) и вскоре переехал в Америку.

### Служение в Северо-Американской епархии
13 декабря 1905 года прибыл в Нью-Йорк, США, где был принял в клир Алеутской и Северо-Американской епархии Русской Православной Церкви епископом Рафаилом (Хававини) и был приписан к Свято-Николаевскому собору в Бруклине.
В 1906—1915 служил в Монреале, Канада. За время своего служения устранил раздоры и собрал средства на строительство нового храма, освящённого епископом Рафаилом (Хававини), по смерти которого 17 февраля 1915 года иеромонах Евфимий был возведён в сан архимандрита и возглавил Сирийскую греко-православную кафолическую миссию в Северной Америке.
30 апреля 1917 года был хиротонисан во епископа Бруклинского, первого викария Алеутской и Североамериканской епархии. Хиротонию совершили архиепископ Алеутский и Северо-Американский Евдоким (Мещерский), епископы Питтсбургский Стефан (Дзюбай) и Канадский Александр (Немоловский).
Эта хиротония первоначально не была признана ни Московским Патриархатом, ни Архиерейским Синодом РПЦЗ.
По избрании, сразу же приступил к реорганизации Бруклинской епархии. Он учредил епархиальный совет, в состав которого вошли духовенство и представители мирян 28 приходов и одной миссии, поручил каждой общине избирать должностных лиц и формировать приходские советы под руководством приходского священника, уделял большое внимание встречам с молодёжью, социальным проектам и регулярным посещениям приходов.
В 1923 году возведён в сан архиепископа митрополитом Платоном (Рождественским). В том же году основал Сирийский детский дом Святой Троицы, принимавший арабских детей, независимо от их религиозной принадлежности, который был закрыт в 1927 году из-за финансовых трудностей.

### Епископ Северо-Американской митрополии
В 1924 году Бруклинская епархия вошла в состав Митрополичьего округа (митрополии) в Северной Америке (Русской православной греко-кафолической церкви в Америке), и епископ Евфимий как епископ Бруклинский был под началом митрополита Платона (Рождественского).
Выступил с инициативой преобразования подчинённых ему приходов в особую миссионерскую церковно-административную единицу, пребывающую в составе Северо-Американской митрополии. 2 февраля 1927 года митрополит Платон поручил архиепископу Евфимию (Офейшу) учредить «Святую Восточную Православную Кафолическую и Апостольскую Церковь в Северной Америке». Вскоре был создан Синод под председательством архиепископа Евфимия, включавший в себя русских иерархов в Америке, при этом архиепископ Евфимий находился в подчинении у митрополита Платона, который считал себя главой Всеамериканской Церкви.
5 сентября 1927 года Архиерейский Собор РПЦЗ, в ведении которого пока формально находилась митрополия, постановил: «Бруклинскую епархию считать сиро-арабской епархией в юрисдикции Антиохийского Патриаршего Престола и епископа Евфимия считать в ведении Святейшего Патриарха Антиохийского».
14 сентября того же года конституция «Независимой Американской Православной церкви» была утверждена митрополитом Платоном (Рождественским), архиепископом Евфимием, епископом Чикагским Феофилом (Пашковским), епископом Аляскинским Амфилохием (Вакульским), епископом Виннипегским Арсением (Чаговцовым), епископом Сан-Францисским Алексием (Пантелеевым).
1 декабря 1927 года состоялась регистрация «Независимой Американской Православной церкви» и её конституции в штате Массачусетс. 19 декабря 1927 года от имени «Святейшего Синода Американской Православной Кафолической Церкви» всем Поместным Церквам было разослано уведомление об образовании новой независимой структуры.
Взяв на себя права главы Поместной Церкви, митрополит Платон, вступил в конфликт с Константинопольской Патриархией, которая сама претендовала на руководство всеми православными приходами в США. 15 мая 1928 года архиепископ Александр (Немоловский) направил в Константинополь доклад об образовании в Северной Америке новой церковной структуры, и 1 декабря 1928 года Патриарх Василий III в ответ выпустил послание, опубликованное в греческой печати: «По решению нашего Свят. Синода заявляем, что Конституция (организация) упомянутой Церкви есть всецело антиканонична (незаконна). Следовательно, Мать Св. Церковь отвергает эту новую Русскую Церковь и требует от Вашего Преосвященства абсолютно не входить ни в какие сношения (связи) с нею». Понимая, что автокефалия грозит ему изоляцией со стороны всего православного мира, митрополит Платон решил отказаться от планов создания Всеамериканской Церкви и заявил, что руководит только Русской Церковью в Америке. Подчинённые ему епископы, ранее подписавшие «конституцию» об образовании новой Церкви, в декабре 1928 года отозвали свои подписи, возложили всю ответственность за организацию «Независимой Американской Православной церкви» на Евфимия, назвав это «его автокефальной затеей».

### Раскол и прещения
4 октября 1929 года архиепископ Евфимий оповестил епископов и духовенство Московского Патриархата, проживающих в Америке, о том, что он убедился в «недостаточности полномочий Херсонского и Одесского митрополита Платона (Рождественского) в управлении Североамериканской епархией», а также в том, что «титул и положение Митрополита всея Америки и Канады не имеют существования и власти в Русской Церкви и являются следствием неканонического захвата им Североамериканской Церкви». В тот же день Евфимий объявил, что после отъезда архиепископа Александра (Немоловского) каноническую силу по Североамериканской епархии имеют только его распоряжения как Бруклинского епископа, 1-го викария и старшего архиерея Алеутской и Североамериканской епархии. Примерно в это же время написал и опубликовал исследование «Православное положение в Америке» (The Orthodox Situation in America. A Practical Survey and Program for Unity), в котором изложил практическую и четкую программу единства Православия.
23 апреля 1933 года в городе Ниагара-Фолс вступил в брак, что было запрещено канонами, вследствие чего он был лишён сана и монашества Антиохийским Патриархом Александром III с признанием со дня вступления в брак всех его священнодействий недействительными.
Отказавшись подчиниться решению Антиохийского Патриарха, объявил, что состоит в юрисдикции Московской Патриархии. 4 октября 1933 года постановлением Патриаршего Местоблюстителя Сергия (Страгородского) и Временного Патриаршего Священного Синода при нём также был лишён сана с признанием всех совершенных им после брака священнодействий недействительными.
Не признав действительным лишение архиерейского сана, некоторое время продолжал совершение богослужений. Возглавляемая им церковная структура была переименована в «Американскую православную кафолическую церковь».
В 1937 году предпринял ещё одну неудачную попытку вернуться к активному руководству. Покинутый сторонниками, вплоть до своей кончины проживал вместе с женой и сыном в Кингстоне, штат Пенсильвания, США, где и скончался 24 июля 1966 года. Похоронен 25 июля на кладбище Мэйпл Хилл в Хановер Тауншип, штат Пенсильвания.
По данным религиоведа Александра Слесарева, к архиепископу Евфимию (Офешу) и «Американской Православной Кафолической Церкви» возводят своё преемство не менее трёх десятков псевдоправославных американских религиозных организаций.

## Публикации
- Orthodoxy in America in Relation to Other Bodies and to Orthodoxy Abroad. // «The Orthodox Catholic Review». — 1927. — № 4-5
- The Orthodox Situation in America. A Practical Survey and Program for Unity. — New York. — 1931